# Bombus coreanus
Bombus coreanus är en biart som först beskrevs av Keizo Yasumatsu 1934.  Bombus coreanus ingår i släktet humlor, och familjen långtungebin. Inga underarter finns listade.

## Beskrivning
Arten är svart med orangefärgad bakkroppsspets.

## Utbredning
Arten finns i den orientaliska regionen, upp mot gränsen till Palearktis. Utbredningsområdet omfattar Kina (Peking, provinserna Hebei, Shaanxi och Gansu) samt Koreahalvön.

## Ekologi
Arten är en snylthumla, och tar alltså över andra humlors bon. Den lever i olika naturreservat på höjder mellan 950 och 1990 m, samt i de sydöstra bergen i provinsen Gansu, på höjder upp till 1740 m. Humlan är oligolektisk, den flyger till blommande växter från flera familjer, som korgblommiga växter (Ixeridium sonchifolium och tistelarten Cirsium monocephalum) samt grobladsväxter (sibirisk kransveronika).